# Єлизавета Баварська (1443–1484)
Єлизавета Баварська (нім. Elisabeth von Bayern, 2 лютого 1443 — 5 березня 1484) — баварська принцеса з династії Віттельсбахів, донька герцога Баварії-Мюнхена Альбрехта III та Анни Брауншвейг-Ґрубенгабен-Айнбекської, дружина курфюрста Саксонії Ернста.

## Біографія
Народилась 2 лютого 1443 року у Мюнхені. Була шостою дитиною та другою донькою в родині герцога Баварії-Мюнхена Альбрехта III та його дружини Анни Брауншвейг-Ґрубенгабен-Айнбекської. Мала старших братів Йоганна, Ернеста, Сигізмунда й Альбрехта, який невдовзі помер, та сестру Маргариту. Згодом сімейство поповнилося синами Альбрехтом, Крістофером і Вольфгангом та донькою Барбарою.

Одним із місць проживання родини був замок Блютенбург. Основною резиденцією герцога Баварії вважався Старий Двір у Мюнхені. Сховищем під час народним повстань служив міський замок Нойвесте.

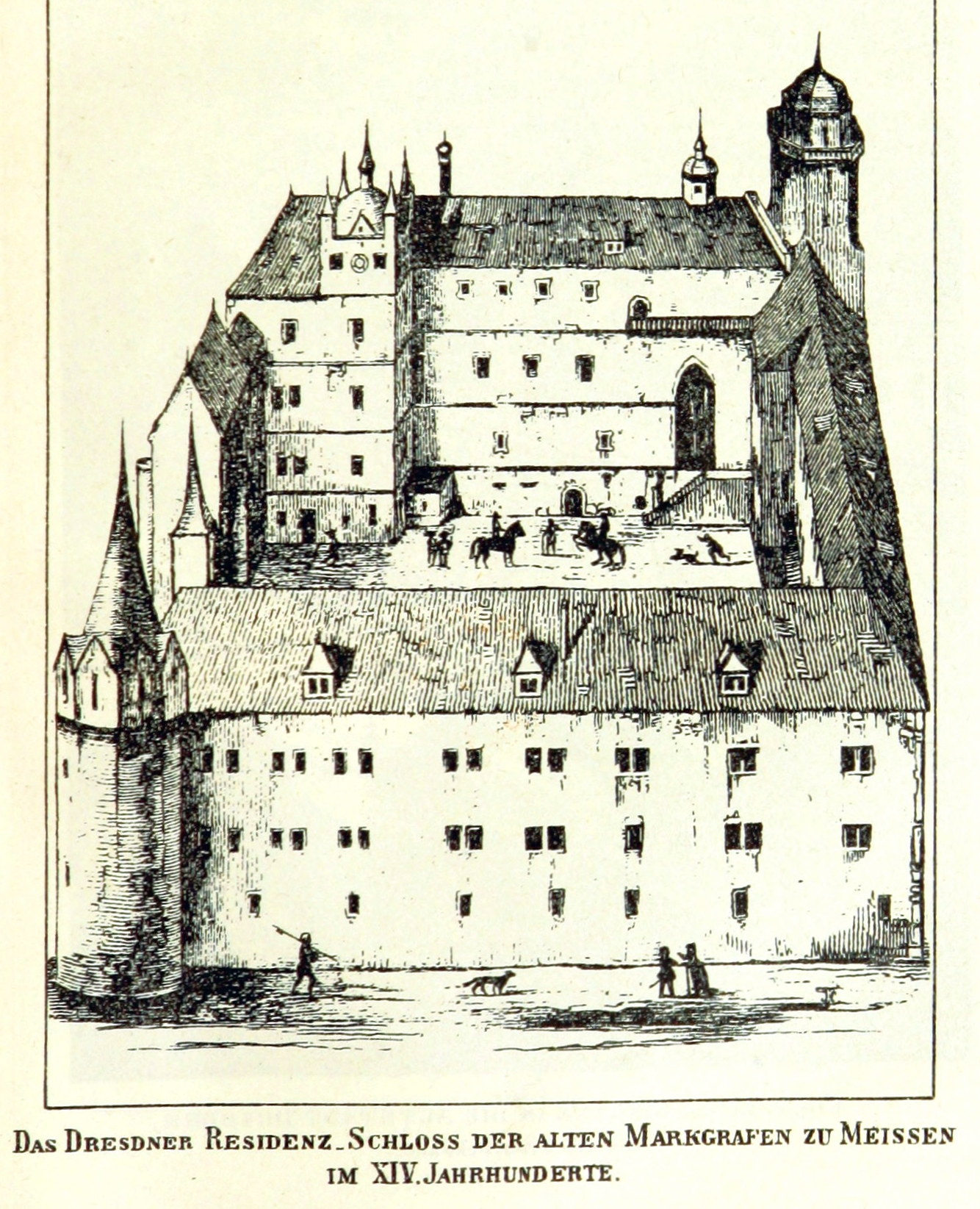
Дрезденська резиденція пари

У 17-річному віці Єлизавета була видана заміж за 19-річного принца Саксонії Ернста, старшого із виживших синів курфюрста Фрідріха II. Заручини відбулися за десять років до цього й, згідно шлюбного контракту, весілля мало пройти раніше: у 1456 році. Втім, вінчання відбулося у Лейпцизі 25 листопада 1460 року. Шлюб виявився щасливим, Ернст дуже кохав дружину. Вже наступного року Єлизавета народила первістка. Всього мали семеро дітей. Єлизавета піклувалася про виховання дітей, у тому числі, про надання їм відповідної освіти.
У 1464 році її чоловік став курфюрстом Саксонії. Правління здійснював зі своїм братом Альбрехтом. У 1471 році вони заклали будівництво майбутньої спільної резиденції Альбрехтсбург, яка, однак, так і не використовувалася за призначенням. З 1468 до 1480 року велося також розширення Дрезденської резиденції.
Курфюстіна померла після тривалої хвороби. В кінці життя була прикута до ліжка, яке для зручності було обладнане колесами та підйомником. 5 березня 1484 її не стало. Була похована в кірсі Святого Павла у Лейпцизі. Ернст загинув два роки потому, впавши з коня. Перед цим встиг поділити із братом саксонські землі, ставши засновником Ернестинської лінії Веттінів.

## Родина

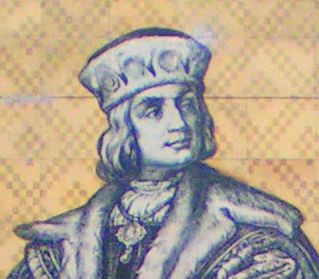
Ернст Саксонський

Чоловік — Ернст, курфюрст Саксонії
Діти:
- Крістіна (1461—1521) — дружина короля Данії, Швеції та Норвегії Юхана, мала шестеро дітей;
- Фрідріх (1463—1525) — курфюрст Саксонії у 1486—1525 роках, одруженим не був, мав кількох позашлюбних дітей;
- Ернст (1464—1513) — архієпископ Магдебурзький у 1476—1513 роках, апостольський адміністратор Гальберштадтського єпископства у 1480—1513 роках, одруженим не був, дітей не мав;
- Адальберт (1467—1484) — апостольський адміністратор Майнцького курфюрств, одруженим не був, мав позашлюбну доньку;
- Йоганн (1468—1532) — курфюрст Саксонії у 1525—1532 роках, був двічі одруженим, мав п'ятеро дітей від обох шлюбів;
- Маргарита (1469—1582) — дружина герцога Брауншвейг-Люнебургу, князя Люнебургу Генріха I, мала семеро дітей;
- Вольфганг (1473—1478) — прожив близько 5 років.